# Zbrodnie w Wasylowie Wielkim
Zbrodnie w Wasylowie Wielkim – zabójstwa Polaków dokonane w latach 1943–1944 przez uzbrojonych Ukraińców, w tym członków Ukraińskiej Policji Pomocniczej oraz UPA i SKW. Miejscem zbrodni była wieś Wasylów Wielki, (75% Ukraińców, 25% Polaków) położona w II RP w gminie Tarnoszyn powiatu rawskiego w województwie lwowskim (obecnie gmina Ulhówek w powiecie tomaszowskim województwa lubelskiego).
W drugie połowie lat 30. XX wieku po sprzedaży ziem byłego majątku powstała w Wasylowie Wielkim polska kolonia. Zamieszkali w niej jedynie Polacy, ponieważ Ukraińcy nie mieli prawa zakupu tej ziemi. Na kolonii mieszkali głównie Polacy spoza Wasylowa Wielkiego. W dniu 3 listopada 1943 r. doszło do pierwszego napadu na kolonię. Tego dnia, około godziny 23 Ukraińcy, określani przez świadka jako banderowcy, zastrzelili w gospodarstwie Hałasów cztery osoby oraz jedną osobę w domu gospodarzy o nazwisku Środek. Zdarzenie to było badane w następnych dniach przez niemiecką policję. Zdaniem Grzegorza Motyki tego dnia zbrodni w Wasylowie Wielkim dokonali ukraińscy policjanci zabijając 13 Polaków. Do kolejnego napadu na kolonię doszło 14 marca 1944 r., zastrzelono wówczas po trzy osoby z zamieszkałych obok siebie rodzin Guniowskich i Surowców.
W dniu 28 marca 1944 r. pod ochroną AK rozpoczęła się ewakuacja polskiej ludności z Rzeplina, wsi położonej obok Wasylowa Wielkiego. Po przybyciu AK do Rzeplina wyznaczone drużyny miały dodatkowo dokonać aresztowań wśród zamieszkałych tam Ukraińców. W czasie zatrzymań doszło do walki wręcz pomiędzy jednym z aresztowanych a partyzantem AK, w jej trakcie akowska ochrona zastrzeliła Ukraińca. Strzały zaalarmowały ukraińską wartę z Rzeplina, która wycofała się w kierunku Wasylowa Wielkiego. Po pewnym czasie Ukraińcy rozpoczęli ostrzał Rzeplina. Na jego odgłos w kierunku Wasylowa Wielkiego, wyruszyły znajdujące się w okolicy oddziały AK. Na miejsce stawiły się: kompania „Ligoty”, pluton z Rzeplina, dwa plutony z kompanii ODB, „Drużyna Wschodnia” i samoobrona z Rzeplina. Przybył też komendant obwodu AK Wilhelm Szczepankiewicz „Drugak”. Szczepankiewicz na dowódcę całości sił polskich wyznaczył Zenona Jachymka „Wiktora”, wydając mu rozkaz przeprowadzenia ataku na Wasylów Wielki, zniszczenia sił ukraińskich i spalenia wsi. Rozkaz został wykonany, wieś zdobyto i spalono. Siły ukraińskie wraz z ludnością cywilną wycofały się w kierunku Krzewicy. W trakcie walk zginęła bliżej nie określona liczba cywilnej ludności ukraińskiej i polskiej. Część z niej udusiła się w trakcie pożaru w podziemnych schronach. Spłonęła również cerkiew i kościół. Po nadejściu zmroku oddziały AK opuściły wieś.
W następnych dniach zaczęła do Wasylowa Wielkiego wracać ludność cywilna. Wraz z nią przybył oddział ukraiński, który dokonał we wsi i jej okolicach zabójstw kilkudziesięciu Polaków.  
W latach 1943–1946 nacjonaliści ukraińscy zamordowali tutaj łącznie 145 Polaków. 
W latach dziewięćdziesiątych na dziedzińcu kościoła w Wasylowie Wielkim odsłonięto tablicę z nazwiskami osób, które zginęły z rąk ukraińskich w latach 1943-44.